# Mirrors (film)
Mirrors is een Amerikaanse horrorfilm uit 2008 onder regie van Alexandre Aja. Hoewel het oorspronkelijk de bedoeling was om een nieuwe versie te maken van de Zuid-Koreaanse film Into the Mirror, schrapte Aja het grootste gedeelte van het originele verhaal en verving dit door een zelfgeschreven scenario.

## Inhoud

### Proloog
Een angstige Gary Lewis rent in zijn eentje door een donkere, vochtige metrohal. Hij belandt zo in de toiletruimte, waar hij doodsbang naar de spiegel kijkt. Met recht, zo blijkt. Zijn spiegelbeeld beweegt namelijk onafhankelijk van hem. Wanneer dat met een glasscherf de eigen keel doorsnijdt, sterft Lewis aan exact dezelfde verwonding.

### Verhaal
Ben Carson is een politierechercheur die voor onbepaalde tijd met verlof is. Sinds hij tijdens zijn werk een man doodschoot, zit hij met zichzelf in de knoop. Hij probeert nu van een drankverslaving te herstellen en is tijdelijk weg bij zijn vrouw Amy Carson en kinderen Michael en Daisy, om hen te vrijwaren van zijn geworstel met zichzelf. Daarom slaapt Carson voorlopig op de bank bij zijn zus Angie.
Carson neemt een baan aan als nachtwaker van het afgebrande Mayflower-warenhuis. Dit moet bewaakt worden zolang de verzekeringsperikelen nog niet zijn afgerond. De vorige nachtwaker (Lewis) is net overleden. Evenals zijn voorganger ziet Carson vanaf dag één onverklaarbare zaken in de in overvloed aanwezige spiegels. Hij ziet hierin dingen die in realiteit niet plaatsvinden. Hoewel dit hem flink verwart, wijt hij de dingen die hij ziet in eerste instantie aan zijn zware gemoed en medicijngebruik tegen alcoholisme. Niettemin blijven deze gebeurtenissen plaatsvinden, hoort hij telkens geschreeuw én begint zoon Michael thuis ook dingen in de spiegel te zien. Angela raadt Ben aan ander werk te gaan zoeken, waarbij hij niet 's nachts in zijn eentje door een vochtig bouwval hoeft te lopen. Wanneer zij 's avonds thuis in bad zit, wordt ze vermoord door haar spiegelbeeld. Dat scheurt zijn eigen kaken hardhandig uit elkaar, waardoor Angie hetzelfde overkomt.
Carson vindt een briefje in voorganger Lewis' portemonnee met daarop alleen het woord 'Esseker'. Thuis krijgt hij een map bezorgd met krantenknipsels die Lewis bij elkaar verzamelde over de brand in het Mayflower-warenhuis. Dit blijkt te zijn afgebrand door Terrence Berry, die volgens de berichtgeving daarvoor zijn vrouw en kinderen vermoordde. Carson bezoekt daarop de psychiatrische inrichting waar Berry zijn laatste jaren doorbracht. Op videobeelden blijkt dat Berry evenals Lewis ervan overtuigd was dat de spiegels van hem eisten dat hij op zoek ging naar 'Esseker'. Beiden hadden alleen geen idee wat dit is.
Carson schakelt zijn politiecollega's in om hem te helpen uitzoeken wat 'Esseker' moet voorstellen. Hij komt erachter dat het Mayflower-warenhuis is gebouwd op een locatie waar daarvoor een psychiatrische instelling stond, het St. Matthews. Een zekere dokter Kane probeerde daar een groep meisjes te genezen die schijnbaar ernstig schizofreen waren, waarvan Anna Esseker het ernstigste geval was. Hij ontwikkelde een methode waarbij Esseker dagenlang vastgebonden zat in een stoel omringd met spiegels. De confrontatie met zichzelf moest haar zelfbeeld verstevigen. De groep patiëntjes richtte alleen een grote slachting aan onder zichzelf, waarop Kane zelfmoord pleegde en het St. Matthews haar deuren sloot.
Hoewel volgens de officiële papieren alle patiëntjes tijdens de slachting stierven, vindt Carson een ander document waaruit blijkt dat Esseker twee dagen daarvoor genezen verklaard de instelling verliet. Via haar familie achterhaalt hij dat zij sindsdien in een klooster verblijft. Hij zoekt haar op en zij vertelt hem haar kant van het verhaal. Hoewel zij gediagnosticeerd werd als ernstig schizofreen, was ze in werkelijkheid bezeten door een demon. Deze verliet haar tijdens haar tijd in de spiegelkoepel en leeft sindsdien in de spiegeldimensie. Esseker heeft sindsdien nooit meer een probleem gehad. 'De spiegels' eisen niettemin van Carson dat hij haar naar hen toebrengt, voordat zijn familie een even gruwelijk einde te wachten staat als zijn zus. Hoewel Esseker in eerste instantie weigert, gaat ze alsnog mee omwille van Carsons vrouw en kinderen.
Het werkte en Ben stond al klaar met een pistool wanneer Anna een demon werd. Op een gegeven moment breken alle spiegels en de overblijfselen van Anna (demon) vallen hem aan, hij doodt haar en rent naar buiten waar politie staat. Hij loopt daar met een grote gezichtswond maar niemand merkt hem op. Ineens ziet hij dat de naam van de politie andersom staat. Hij zit nu 'in de spiegels'.

## Rolverdeling
- Kiefer Sutherland: Ben Carson
- Paula Patton: Amy Carson
- Amy Smart: Angela Carson
- Cameron Boyce: Michael Carson
- Erica Gluck: Daisy Carson
- Jason Flemyng: Larry Byrne
- Julian Glover: Robert Esseker
- Mary Beth Peil: Anna Esseker